# Louise Beaudoin
Pour les articles homonymes, voir Beaudoin.
Louise Beaudoin, née le 26 septembre 1945 à Québec, est une femme politique québécoise possédant également la nationalité française.
Membre du Parti québécois, elle est députée de la circonscription de Chambly de 1994 à 2003, puis de Rosemont de 2008 à 2012. Elle démissionne cependant de son parti de juin 2011 à avril 2012 en raison de divergences avec celui-ci en lien avec la construction d'un amphithéâtre à Québec. Elle ne se représente pas lors des élections de 2012.
Elle occupe plusieurs postes ministériels au sein des gouvernements Pierre Marc Johnson, Jacques Parizeau, Lucien Bouchard et Bernard Landry, notamment des Relations internationales et de la Culture et des Communications.

## Biographie

### Premières années
Louise Beaudoin naît à Québec le 26 septembre 1945, fille de Jean Beaudoin, juge de la Cour supérieure du Québec, et de Louise Des Rivières, et également nièce de Jacques Flynn, arrière-petite-fille d'Auguste Tessier et arrière-petite-nièce de Jules Tessier, trois hommes politiques. Dès la fin des années 1940, sa famille se réunit à Notre-Dame-du-Portage, lieu de villégiature des libéraux où se retrouvent notamment les Poliquin, les Auger et Louis St-Laurent. Elle étudie dans son enfance aux Ursulines puis au Collège Jésus Marie à Québec où elle obtient son baccalauréat en 1964. Elle passe ses étés à Lac-Beauport. Son frère Pierre, né en 1943, fréquente le Collège des Jésuites. Il poursuit ses études en droit et est admis au barreau en 1965.
Elle s'implique très rapidement dans le Rassemblement pour l'indépendance nationale (RIN) et le Parti québécois. Elle a obtenu une licence en histoire de l'Université Laval en 1967 sous la direction de Jean Hamelin ainsi qu’une licence en sociologie de l'Université Paris-Sorbonne en 1969. Elle habite Paris de l'automne 1967 à l'automne 1969. Par la suite, elle poursuit ses études supérieures à l’Université Laval et obtient une maîtrise en histoire en 1974.
Au retour de ses études en France, en 1969, Louise Beaudoin est recrutée par Denis Vaugeois dans le cabinet du ministre des Affaires intergouvernementales, Marcel Masse où elle reste environ six mois. Elle travaille ensuite sous la direction de Denis Vaugeois au ministère des Relations internationales et, subséquemment, à l'École nationale d'administration publique (ENAP) jusqu’à l'élection de novembre 1976. Elle prend sa carte de membre du Parti québécois après l'arrivée au pouvoir de Bourassa en 1970. Elle est ensuite directrice de cabinet du ministre des Affaires intergouvernementales, Claude Morin, de 1976 à 1981 puis, directrice des affaires françaises au ministère des Relations internationales du Québec de 1981 à 1983 et déléguée générale du Québec à Paris en 1984-1985. Durant le gouvernement de Pierre Elliott Trudeau, la police secrète du Canada installa dans sa chambre à coucher un micro pour surveiller ses actions à cause de ses convictions souverainistes.

### Vie politique
Elle entre au conseil des ministres le 12 octobre 1985 comme ministre des Relations internationales. Elle n'est pas députée à l'Assemblée nationale à ce moment-là. Elle perd son poste après l'élection de 1985 lors de la défaite du Parti québécois et de sa propre défaite dans la circonscription de Louis-Hébert. Elle est proche de René Lévesque jusqu'à la fin de sa vie.
Elle est élue députée du Parti québécois dans la circonscription de Chambly à l'élection de 1994, puis réélue en 1998. Entre 1994 et 2003, elle est successivement, ministre déléguée aux Affaires intergouvernementales canadiennes, ministre de la Culture et des Communications et ministre responsable de l’application de la Charte de la langue française, ministre des Relations internationales, et de la Francophonie et ministre d'État aux Relations internationales. En 1998, Louise Beaudoin est l'objet d'un reportage dans la célèbre émission 60 Minutes à CBS pour sa défense de la loi 101.
Louise Beaudoin, alors qu’elle est ministre des Relations internationales (1998-2003), travaille activement à la préparation de la Convention de l'UNESCO sur la protection et la promotion de la diversité des expressions culturelles, adoptée par une majorité écrasante d'États membres lors de la 33e session de la Conférence générale de l'UNESCO, le 20 octobre 2005, et entrée en vigueur le 18 mars 2007.
En 2003, elle est défaite dans Chambly par la libérale Diane Legault qui obtient une mince majorité de 799 voix.
Après cette défaite, elle poursuit sa carrière dans le milieu universitaire. Dans un premier temps, elle est professeure invitée à l'Université Jean-Moulin de Lyon. Elle est, ensuite, professeure associée au Département d'histoire de l'Université du Québec à Montréal puis, membre associée au Centre d'études et de recherches internationales de l'Université de Montréal (Cérium) d’août 2007 à décembre 2008.
Le 31 octobre 2008, elle annonce publiquement son intention de retourner en politique en étant candidate du Parti québécois dans la circonscription de Rosemont. Elle remporte le siège lors des élections générales du 8 décembre 2008, défaisant son adversaire libérale Nathalie Rivard par près de 5 500 voix.
Le 6 juin 2011, elle quitte le caucus péquiste en compagnie de Pierre Curzi et Lisette Lapointe afin de protester contre le projet de loi 204, prévoyant l'entrée en vigueur de la Loi concernant le projet d'amphithéâtre multifonctionnel de la Ville de Québec, présenté par son parti. Elle décide néanmoins, en avril 2012, de réintégrer les rangs de sa formation politique, au terme d'une consultation auprès des électeurs de sa circonscription. Elle ne se représente pas lors des élections de 2012.
Elle appuie publiquement le candidat du Parti socialiste, François Hollande, lors de l’élection présidentielle française de mai 2012. Dans un texte paru dans le quotidien Le Devoir, le 25 août 2011, elle avait d’ailleurs pris position pour le candidat Hollande dans la lutte qui l’opposait à Martine Aubry lors de la primaire socialiste de l’automne 2011. Elle avait également appuyé Ségolène Royal à l’élection présidentielle de mai 2007.

### Après la politique
Elle est directrice générale de la Société du Palais de la civilisation à Montréal de 1990 à 1992.
Le fonds d'archives de Louise Beaudoin est conservé au centre d'archives de Montréal de Bibliothèque et Archives nationales du Québec.

## Réalisations
- Journées de la culture du Québec (ministre responsable)
- Grande Bibliothèque du Québec (ministre responsable)
- Convention sur la protection et la promotion de la diversité des expressions culturelles

## Publications
- En 2005, elle collabore à L’Histoire des relations internationales du Québec (Montréal : VLB éditeur), sous la direction de Stéphane Paquin.
- En 2007, elle coécrit, avec Liza Frulla, un livre intitulé Amitié interdite (Montréal : éditions La Presse) ainsi qu’un livre témoignage sur René Lévesque, avec François Dorlot, chez le même éditeur.
- En 2008, elle codirige un collectif intitulé Pourquoi la Francophonie ? (Montréal : VLB éditeur).
- La même année, elle participe à l’ouvrage L’Avenir du français (dirigé par Jacques Maurais, Pierre Dumont, Jean-Marie Klinkenberg, Bruno Maurer, Patrick Chardenet, Paris : Éditions des archives contemporaines) et a écrit Plaidoyer pour la diversité linguistique (Montréal : Éditions Fides).
- En 2009, elle signe la préface d'un ouvrage de Jean-François Payette intitulé Introduction critique aux relations internationales du Québec (Québec : PUQ).

## Honneurs
- Officier de la Légion d'honneur (mai 1986 - France)
- Commandeur de l'ordre de la Pléiade (28 janvier 2000)
- Commandeur de la Légion d'honneur (23 septembre 2004 - France)
- Grand officier de la Légion d'honneur (6 février 2017 - France)[8]
- Médaille Gloire de l'Escolle de l’Université Laval (mai 2008)
- Médaille de l'Assemblée nationale (avril 2005)[9]